# کیم براونفیلد
کیم براونفیلد (انگلیسی: Kim Brownfield؛ زادهٔ) ورزشکار و از برندگان مدال طلا پارالمپیک  اهل ایالات متحده آمریکا است.

## جوایز
- مدال طلا پارالمپیک
- مدال نقره پارالمپیک